# Medjez Sfa
Medjez Sfa là một đô thị thuộc tỉnh Guelma, Algérie. Dân số thời điểm năm 2002 là 7.561 người.